# Glomerella montana
Glomerella montana är en svampart som först beskrevs av Pier Andrea Saccardo, och fick sitt nu gällande namn av Arx & E. Müll. 1954. Glomerella montana ingår i släktet Glomerella och familjen Glomerellaceae.   Inga underarter finns listade i Catalogue of Life.